# LXXXXVII. Armeekorps
LXXXXVII. Armeekorps var en tysk armékår under andra världskriget. Kåren sattes upp den 28 september 1944.

## Befälhavare
Kårens befälhavare:
- General der Gebirgstruppen Ludwig Kübler  28 september 1944–7 maj 1945

Stabschef:
- Oberstleutnant Heinrich Bußmann  28 september 1944–7 maj 1945